# Elisabeth Reich
Elisabeth Reich (* 31. Januar 1956 in Linz, Oberösterreich) ist eine österreichische Lehrerin und Politikerin (SPÖ). Reich war von 2012 bis 2015 Mitglied des österreichischen Bundesrats.

## Leben
Elisabeth Reich wuchs in Haslach an der Mühl auf, wo sie die Volksschule besuchte. Danach absolvierte sie ein Realgymnasium in Rohrbach, an welchem sie 1974 maturierte. Danach studierte sie drei Jahre Erziehungswissenschaften an der Pädagogischen Akademie des Bundes in Linz. Ab 1977 war sie als Lehrerin an Hauptschulen tätig. 2011 übernahm sie zunächst provisorisch, ab 2012 vollständig als Direktorin die Leitung der Hauptschule in Haslach an der Mühl.
Elisabeth Reich, die nicht nur im Landesparteivorstand der SPÖ Oberösterreich sitzt, wurde auch zur stellvertretenden Bezirksparteivorsitzenden ihrer Partei für den Bezirk Rohrbach gewählt. 1997 zog sie als Mitglied in den Gemeinderat von Haslach an der Mühl ein. Nachdem sie 2002 in den Gemeindevorstand gewählt worden war, folgte 2008 die Bestellung zur Vizebürgermeisterin.
Am 17. April 2012 wurde Elisabeth Reich zudem als aus Oberösterreich entsandtes Mitglied des Bundesrats in Wien angelobt. Nach der Landtagswahl in Oberösterreich 2015 schied Reich am 22. Oktober 2015 aus dem Bundesrat wieder aus.
Elisabeth Reich ist verheiratet und Mutter von drei Kindern.

## Auszeichnungen
- 2016: Goldenes Verdienstzeichens des Landes Oberösterreich[1]